# Pędzlogony
Pędzlogony (Graphiurinae) – podrodzina ssaków z rodziny popielicowatych (Gliridae).

## Zasięg występowania
Podrodzina obejmuje gatunki występujące w Afryce.

## Podział systematyczny
Do podrodziny należy jeden występujący współcześnie rodzaj:
- Graphiurus Smuts, 1832 – pędzlogon

Opisano również rodzaje wymarłe:
- Graphiglis Kretzoi, 1984[9] – jedynym przedstawicielem był Graphiglis nanus Kretzoi, 1984
- Graphiurops Bachmayer & R.W. Wilson, 1980[10] – jedynym przedstawicielem był Graphiurops austriacus Bachmayer & Wilson, 1980
- Otaviglis Mein, Pickford & Senut, 2000[11] – jedynym przedstawicielem był Otaviglis daamsi Mein, Pickford & Senut, 2000